# Hadena khorassana
Hadena khorassana là một loài bướm đêm trong họ Noctuidae.